# فرگوسن (کنتاکی)
فرگوسن (به انگلیسی: Ferguson) شهری در ایالت کنتاکی کشور ایالات متحده آمریکا است که جمعیت آن در سرشماری سال ۲۰۱۰ میلادی، ۹۲۴ نفر بوده‌است.